# École nationale supérieure d'architecture de Paris-Belleville
L'école nationale supérieure d'architecture de Paris-Belleville (communément abrégée ENSAPB) est l'une des 20 écoles publiques d'architecture en France.

Ancien logo.

## Histoire
Issue d'un studio dissident de l'École des beaux-arts de Paris, l'école de Paris-Belleville fut fondée par Bernard Huet et officiellement reconnue en 1969 sous le nom d'UP8.
Depuis 2009, l'école se situe 60 boulevard de la Villette dans le quartier de Belleville à Paris. Le site était délaissé depuis 1995 par le lycée Diderot.

### Origines[2]
Créée en 1969, l'école nationale supérieure d'architecture de Paris-Belleville (ENSAPB dénomination 2005) fonde son enseignement depuis le début sur un principe : un socle de connaissances lié à une authentique culture du projet. Elle s'est bâtie sur une série d'accords fondamentaux :
- 1/ renforcer dans l'enseignement de l'architecture son caractère d'enseignement supérieur lié à la recherche et à la possibilité d'offrir un éventail de pratiques diversifiées aux étudiants diplômés,
- 2/ développer la science du projet, convergence du savoir et du savoir-faire, de la théorie et de la pratique,
- 3/ trouver des articulations et associations pertinentes entre les enseignements et développer les partenariats internationaux,
- 4/ réaffirmer que l'enseignement de l'architecture ne peut se limiter à une simple formation professionnelle.

Elle est issue de l'éclatement de la section "architecture" de l'école nationale supérieure des beaux-arts parce qu'un groupe d'enseignants et d'étudiants avait voulu renoncer à l'académisme, avait voulu convoquer d'autres disciplines que celle du seul projet, que l'on croise les disciplines, que l'on procède par analogie, par enrichissement mutuel, afin de donner la conscience de l'architecture et de ses limites dans ses implications historiques, idéologiques, sociologiques, philosophiques. C'était déjà l'idée que les disciplines ne progressent que parce que les découvertes d'un domaine sont transposables à un autre.

### Projets pédagogique et scientifique[2]
De la même manière et dès sa fondation l'école a voulu instaurer un dialogue singulier entre projet pédagogique et projet scientifique et c'est pour cela que dès l'époque elle souhaitait que les enseignants mènent parallèlement à leurs pratiques pédagogiques des recherches théoriques. C'est cela qui a conduit à la création d'un laboratoire de recherche Ipraus relevant désormais d'une unité mixte de recherche.
L'ENSA-PB anime ainsi et gère une unité mixte de recherches "Architecture, Urbanistique, Sociétés : Savoirs, Enseignement, Recherche" (UMR 3329 AUSser) sous la direction de Cristiana Mazzoni qui regroupe trois équipes de recherche des Écoles nationales supérieures d’architecture de Paris-Belleville, de Paris-Malaquais et de Marne-la-Vallée : l’Ipraus (Institut Parisien de Recherche : Architecture Urbanistique Société), ACS (Architecture, Culture, Société XIXe – XXIe siècle) et OCS (Observatoire de la condition suburbaine). L’unité fait partie de l’École doctorale Ville, Transports et Territoires, ED 528 de la Communauté d'universités et établissements Paris-Est et du Labex (laboratoire d'excellence) "Futurs Urbains : Aménagement, architecture, environnement et transport" pour la ville durable piloté par cette même communauté.
Les recherches se sont constituées autour de plusieurs objets, à l'interface entre l'enseignement et la pratique du projet architectural et urbain :
- sur les objets architecturaux et urbains construits, qui sont appréhendés à travers leurs processus de conception, de production et de réception
- sur les objets habités qui reçoivent l'empreinte d'une culture déployée dans le temps et qui sont imaginés, représentés, appropiés, transformés par des pratiques, celles des professionnels de la fabrication architecturale et urbaine et celles des habitants.

Les six axes de recherche communs de l'Umr ausser sont les suivants :
- Architecture des territoires
- Patrimoine et projet
- Architectures et villes de l’Asie contemporaine
- Architectures du temps présent
- Architecture et culture technique
- Architecture : diffusion, transmission, enseignement

### Les domaines d'intervention[2]

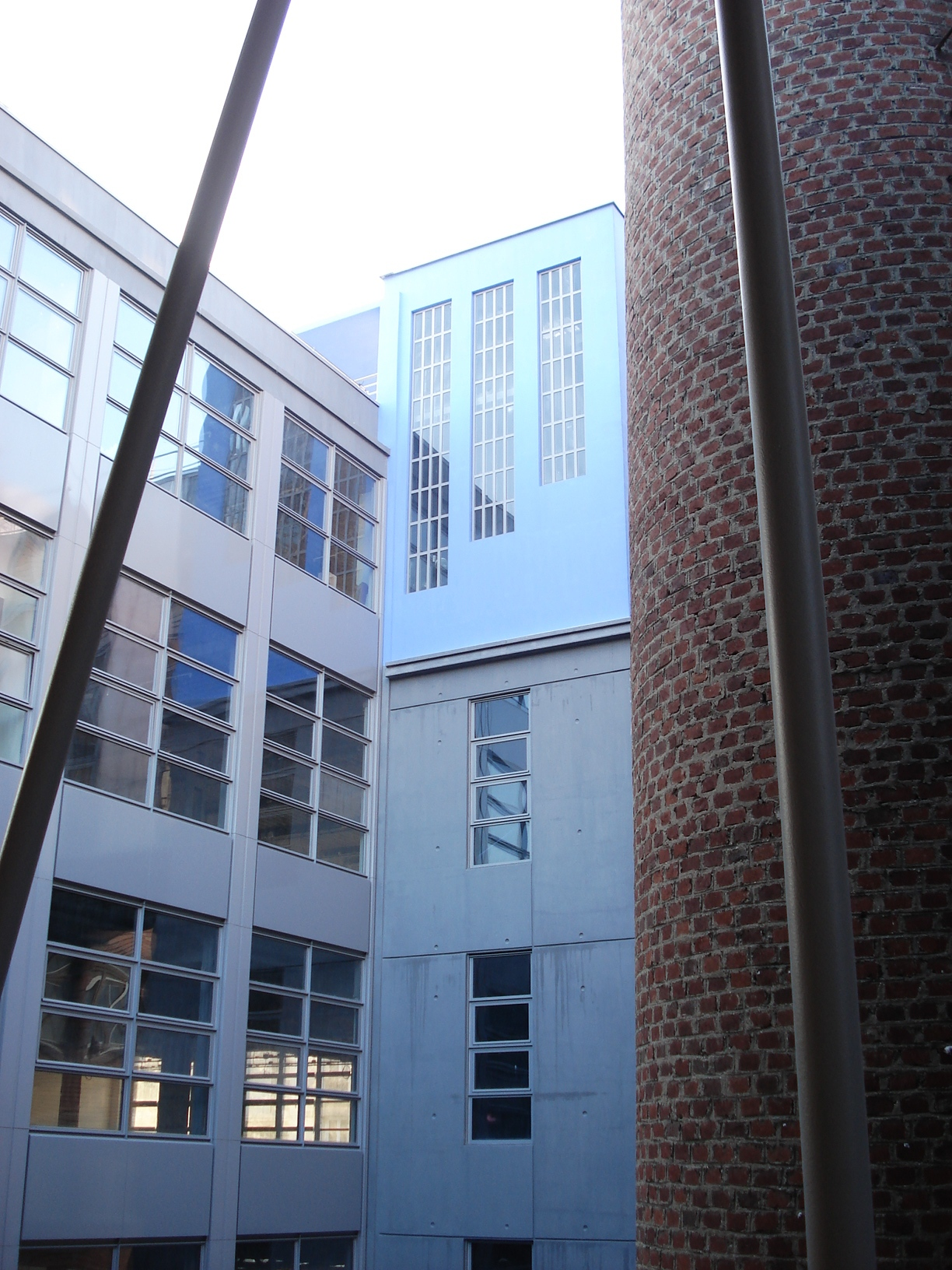

L'importance que l'école accorde au lien entre l'enseignement et la pratique l'a conduite à s'attacher les compétences de praticiens reconnus dans le domaine des équipements publics, des logements sociaux des projets urbains.
En fait cette école apporte autant d'attention au patrimoine, à sa transformation qu'à la création (mémoire et projet), à l'architecture d'édifices qu'à l'architecture urbaine et à l'architecture du territoire, à la forme qu'aux techniques constructives (elle a organisé un double cursus architecture-ingénierie avec le Conservatoire national des arts et métiers (CNAM) et un double cursus architecture-design avec l'École nationale supérieure de création industrielle (ENSCI)) qu'à la responsabilité sociale de l'architecte. Mais quelle que soit l'échelle, elle veut toujours que l'on se réfère à celle du bâtiment.
Avec la mise en parallèle de disciplines associées, la construction et l'histoire obligatoire tout au long du cursus, une forte offre de séminaires et de cours optionnels, l'école favorise l'engagement de l'étudiant d'abord dans son milieu, en lui permettant de se forger une culture et une capacité de jugement, avec le recul souhaitable.
En contrepartie, elle a développé des formations de spécialisation et d'approfondissement après le diplôme avec la création d'un DSA architecture des territoires, d'un DSA relatif aux risques majeurs et d'un DSA relatif au patrimoine.

### Historique des sites

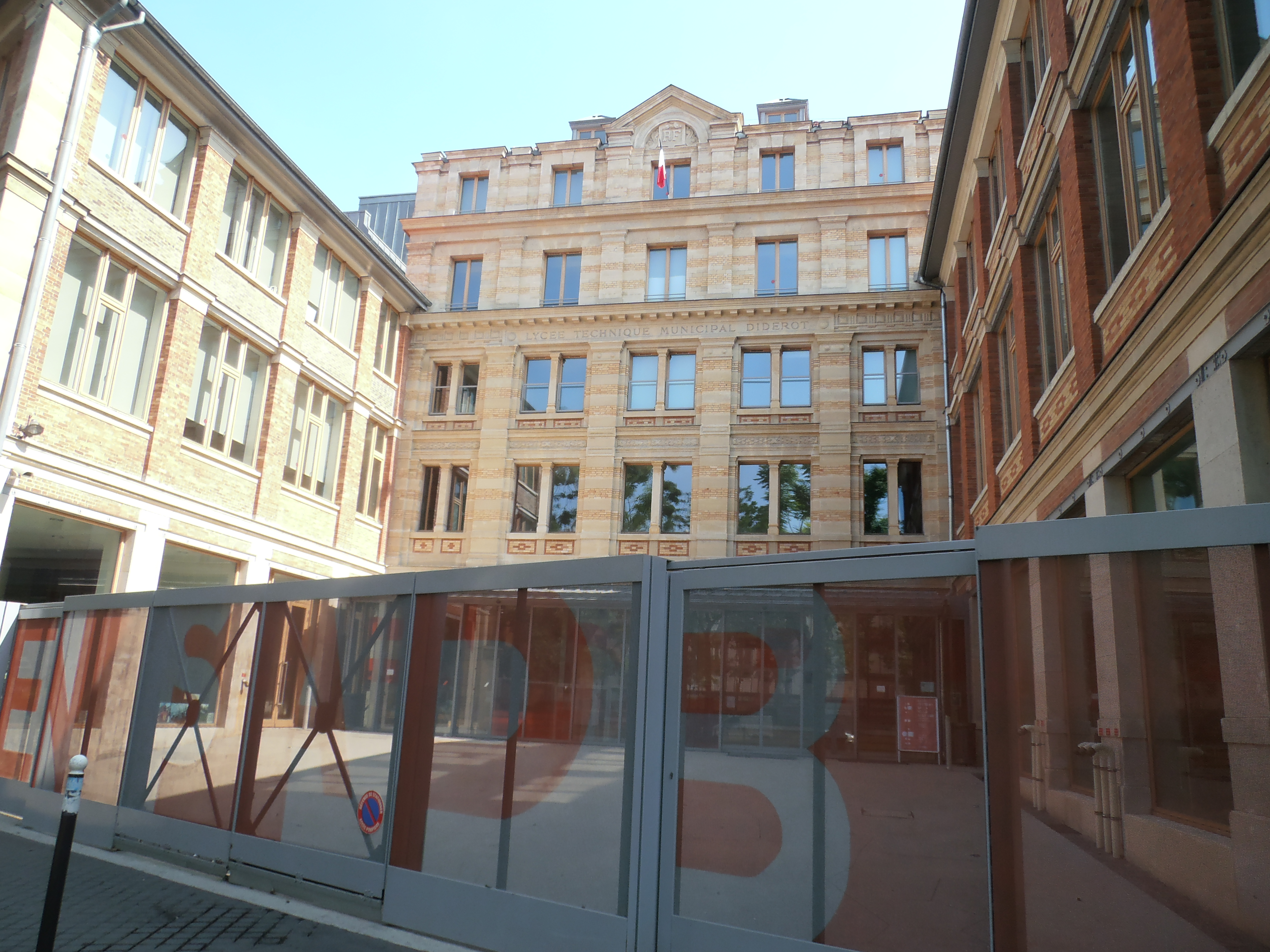
École d'architecture de Paris-Belleville en 2013 - 60 boulevard de La Villette (19e).

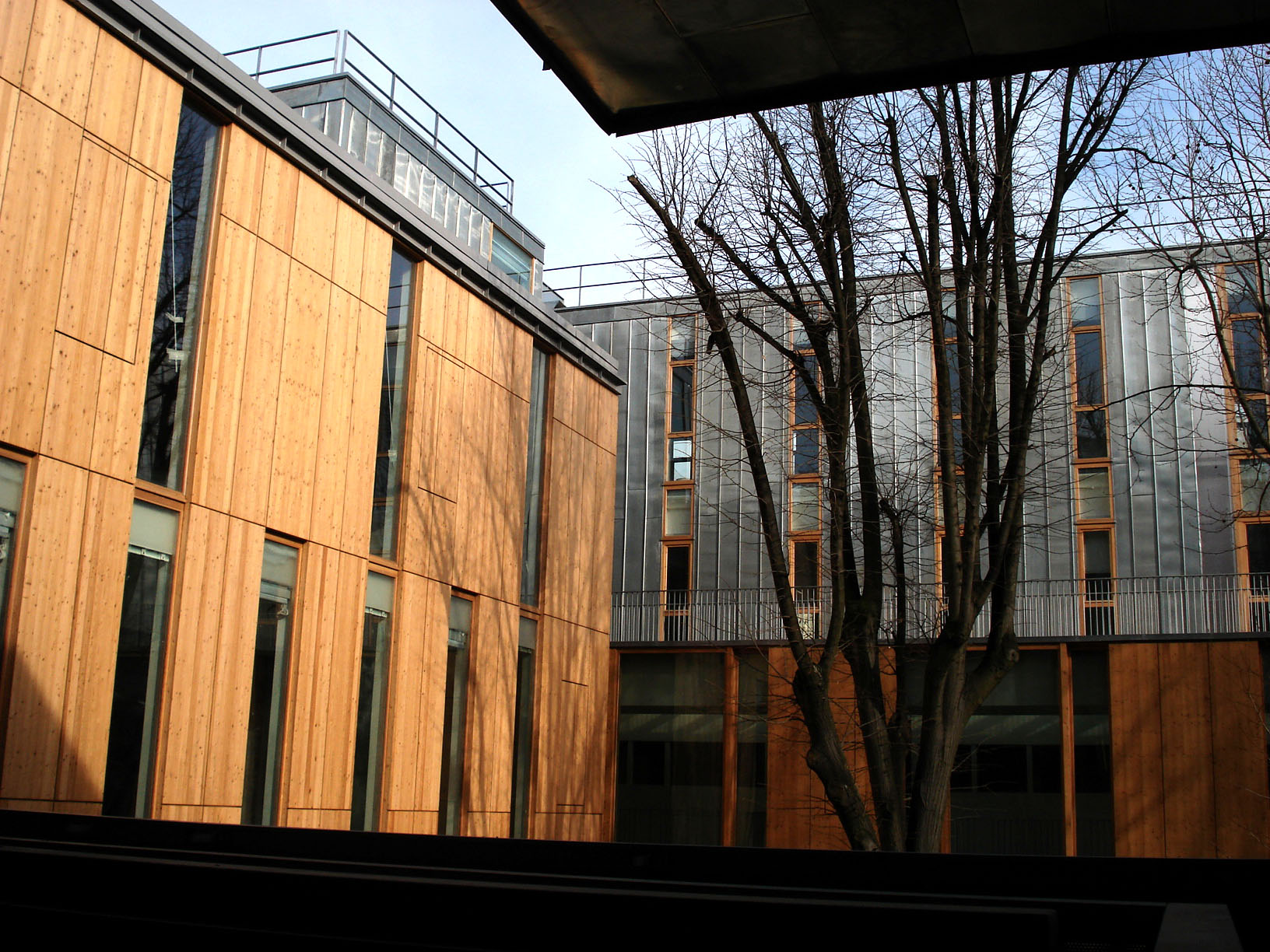

- 1969-1974 : rue de Viarmes (1er)
- 1974-1981 : 69 rue du Chevaleret (13e)
- 1981-2009 : 78 rue Rébeval (19e)
- Depuis 2009 : 60 boulevard de la Villette (19e). Ancien lycée technique Diderot, réhabilité par Jean-Paul Philippon de 2005 à 2009.

## Galerie

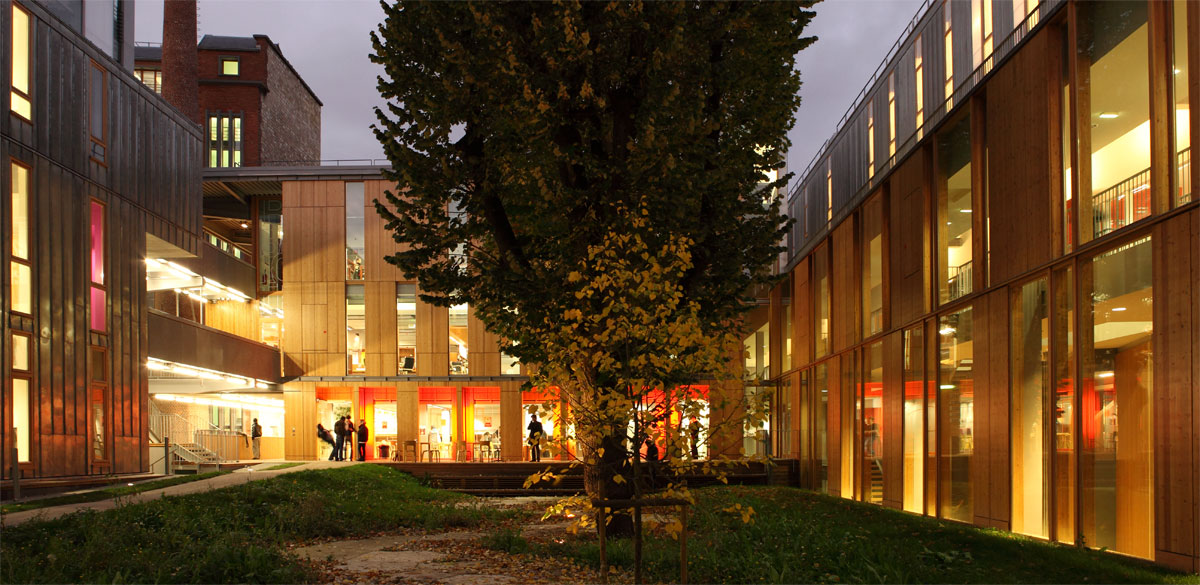
Cour intérieure.
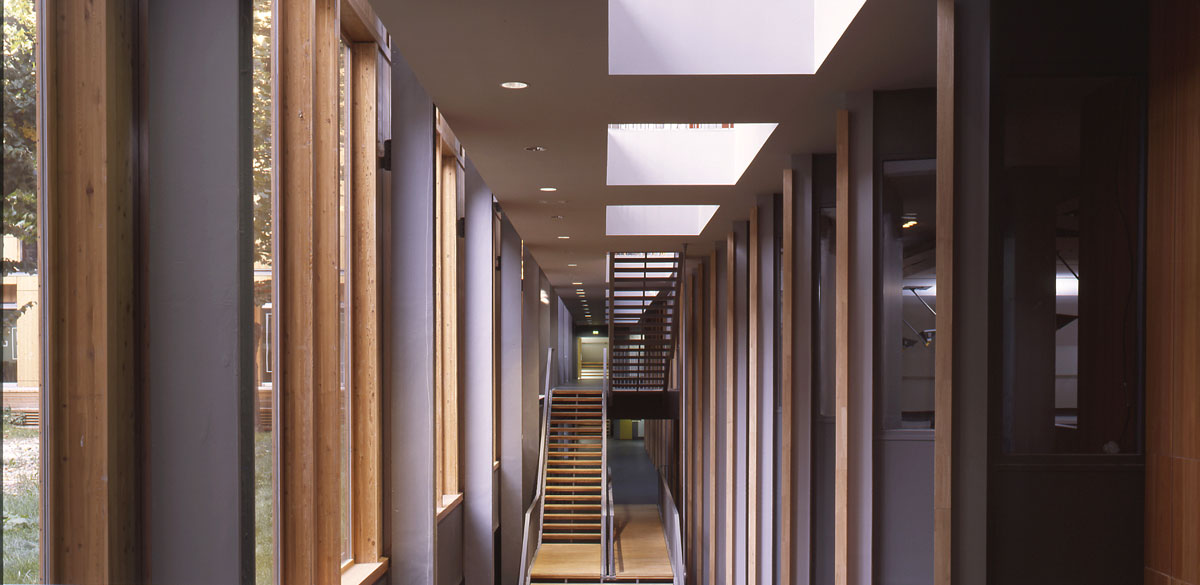
Escalier intérieur.
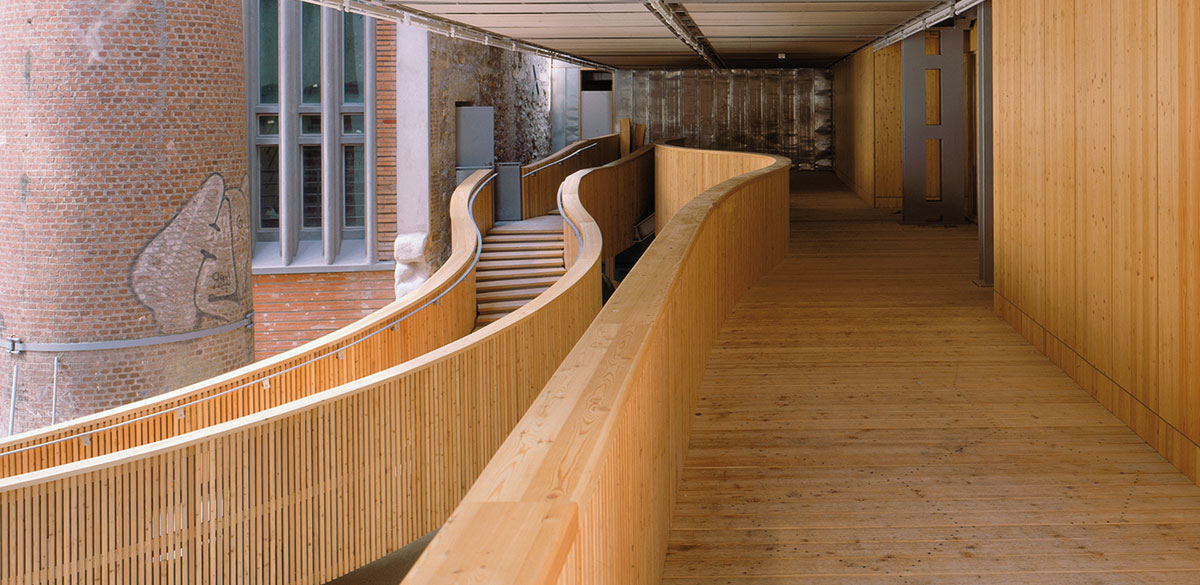
Escalier extérieur.